# Тувинський музично-драматичний театр імені В. Кок-оола
Тувинський музично-драматичний театр імені В. Кок-оола (рос. Тувинский музыкально-драматический театр имени В. Кок-оола, тув. В. Көк-оол аттыг Тываның хөгжүм-шии театры) — державний музично-драматичний театр Республіки Тува (Тива), розташований у столиці місті Кизилі; один із найважливіших осередків культурно-мистецького життя республіки.

## Загальні дані
Тувинський музично-драматичний театр імені В. Кок-оола міститься у спеціально зведеній функціональній будівлі за адресою:
вул. Леніна, буд. 35, м. Кизил—667000 (Республіка Тива, Російська Федерація).
Директор закладу (з 2007 року) — заслужений художник Республіки Тива Шалик Начин Кара-оолович, головний режисер театру Олексій Ооржак.

## З історії театру
Створений у 1935 році як Державний театр Тувинської Народної Республіки.
У 1936 році в Кизилі згідно з рішенням президії Малого хуралу Тувинської Народної Республіки була заснована театральна студія, що відкрилася показом п'єси Хайыран бот Віктора Кок-оола. 
У 1944 році Тува ввійшла до складу СРСР, і наступного (1945) року був створений Національний театр. В 1947 році при театрі організували російську трупу, у 1950-му — акторську студію. 
У 1958 році театральний заклад був реорганізований у музично-драматичний. На його підмостках створено перший тувинський цирк Народного артиста СРСР В. Оскал-оола. Перші кроки на сцені театру зробило також танцювальне і балетне мистецтво Туви.
1986 року театр нагороджено орденом «Знак Пошани». 
У різний час постановки здійснювали Іван Забродін, Сіїн-оол Оюн, Кадр-оол Сагди, Ірина Лопсан, у трупі працювали Максим Мунзук (виконавець заглавної ролі у фільмі «Дерсу Узала» Акіри Куросави, 1975), Кара-Кис Мунзук, Х. Конгар, В. Монгальбі, Н. Олзей-оол, Б. Бади-Сагаан, Є. Кенденбіль та інші. У теперішній час (2000-ні) колектив очолює випускник Щукінського училища Олексій Ооржак. 
Тувинський музично-драматичний театр імені В. Кок-оола — володар Гран-прі Міжнародного фестивалю тюркомовних театрів «Туганлык» в Уфі («Кто ты, Субедей?» за п'єсою Е. Міжита, режисер О. Ооржак, 2000), відзначений преміями цього фестивалю («Кара и Седип», режисер О. Ооржак; «За найкращу сценографію» — Валерій Шульга; спеціальний приз театральних критиків «За движение к новому театральному времени», 1996), лауреат Премії Конгресу інтелігенції в рамках конкурсу «Окно в Россию» («Театр 2000 года»).

## З репертуару
Вже понад 75-річна творча біографія тувинського театру нерозривно пов'язана з історією тувинського народу, який, пройшовши через складні драматичні повороти часу, зумів зберегти своє духовне коріння. Почавши з найпростіших фольклорно-обрядових театральних вистав, і поступово переходячи до літературної драматургії та постановок серйозних вистав, театральний колектив обережно сприйняв і творчо засвоїв традиції російського і радянського професійного театру; водночас тувинська театральна культура активно продовжує подальші пошуки нової естетики, що відповідає викликам і потребам часу й розвитку тувинського народу.
З-поміж спектаклів, поставлених на сцені Тувмуздрамтеатру: «Король Лир», «Ромео и Джульетта», «Двенадцатая ночь» В. Шекспіра, «Вишневый сад» А. Чехова, «Маленькие трагедии» О. Пушкіна, «Ревизор», «Игроки», «Женитьба Бальзаминова» М. Гоголя, «Бедность не порок», «Бесприданница», «Без вины виноватые» О. Островського, «Хайыраан бот» В. Кок-оола, «Проделки Долумы», «Дирде-Макдо» К-Е. Кудажи, «Долина печальной любви», «Свидетель – темная ночь» Ч. Ондара, «Миражи», «Кто ты, Субедей?», «Смерч Кара-Дага», «Жертвоприношение», «Культегин» Е. Міжита, «Дембээрел» Л. Кан-оола, «Необычайная, а наноневеста» Н. Серенот та інші.
У 2000-х роках намітилось зближення репертуару Тувинського музично-драматичного театру імені В. Кок-оола з естетикою масових, зокрема і театралізованих, традиційних тувинських свят і подій. Таким чином відбувся творчий сплав професіонального театрального мистецтва і народної творчості. Зокрема, ще від 2007 року театр бере участь у постановках шоу хуреш (традиційна тувинська боротьба), у 2008 році на стадіоні «Хуреш» був показаний спектакль «Зов Субедея», у 2009-му — «Борцы вечного Синего Неба – хуреш и театр», 1 травня 2010 року на тому ж стадіоні «Хуреш» силами Тувинського музично-драматичного театру імені В. Кок-оола спільно з Міністерством з молодіжної політики і спорту Республіки Тива було проведено масову спортивно-театралізовану виставу «Кызыл кош» (Червоний віз), присвячену пам'яті тувинських фронтовиків, учасників-ветеранів ДСВ.